# Связной (компания)
«Связной» — бывшая российская компания, федеральная розничная сеть, специализировавшаяся на продаже широкого ассортимента товаров, включая различные гаджеты, бытовую технику и автотовары. Также в её состав входил интернет-магазин Svyaznoy.ru, проекты «Связной Трэвел» и Cstore, программа лояльности «Связной Плюс». Штаб-квартира находилась в Москве.
12 декабря 2023 года Арбитражный суд Москвы признал ритейлера «Связной» несостоятельным (банкротом).

## История
- 1995 — Максимом Ноготковым основана компания «Максус». Основная деятельность — оптовые продажи персональной аудиотехники и телефонов.
- 2000—2001 — заключены прямые контракты с компаниями Siemens, Motorola, Philips и Ericsson. Приобретена сеть магазинов, занимавшаяся продажей мобильных телефонов «Артэкс».
- 2002 — запущена сеть центров мобильной связи под новым брендом — «Связной» в Москве и Санкт-Петербурге.
- 2003 — запущен интернет-магазин www.svyaznoy.ru.
- 2007 — выход на рынок мобильной розницы Белоруссии.
- 2008 — запуск программы лояльности «Связной-Клуб».
- 2009—2010 — масштабный ребрендинг[3][4].
- 2012 — заключён прямой договор поставки продукции Apple[5].
- 2013 — в Новосибирске был открыт первый монобрендовый магазин под брендом Cstore — совместный проект «Связного» и Apple[6]. Запущен MVNO-оператор «Связной Мобайл» на базе инфраструктуры МТС[7].
- 2015 — «Связной» возобновил сотрудничество с компаниями «МегаФон» и «ВымпелКом» в полном объёме[8]. Было подписано новое соглашение о развитии продаж с Tele2[9]. Прекращены отношения с оператором МТС[10].
- 2016 — заключен договор с «Билайн» о развитии розничной сети оператора.
- 2017 — запущена программа Trade-in для iPhone более чем в 2700 магазинах[11].
- 2020—2021 — наряду со многими компаниями «Связной» переживает последствия локдауна и частично оптимизирует сеть за счет закрытия менее прибыльных форматов и расширяет сервисные услуги: денежные переводы, различные кредитные продукты, востребованные платежи (ЖКХ, ГИБДД, авиа- и железнодорожные билеты). В июне 2020 года «Связной» сокращает 25% персонала во всех регионах России. В сентябре 2021 года Евгений Давыдович покидает компанию, пост президента занимает Максим Онищенко.
- 2022 — «Связной» расширяет сервисы за счет проекта «Техника с пробегом», которая нацелена на прием и оценку смартфонов и электроники в состоянии б/у с последующей их верификацией и продажей их через розничную сеть. 24 мая 2022 года на должность CEO компании «Связной» назначен Алексей Вуколов.
- Июль 2022 года — Альфа-банк подал в Арбитражный суд Москвы два иска на общую сумму в 6 миллиардов рублей — к ООО «Сеть Связной» и его мажоритарному акционеру — кипрской DTSRetail Ltd. Причина — просроченная задолженность, погашения которой в досудебном порядке Альфа-банку не удалось добиться в результате «многомесячных» переговоров[12].
- В декабре 2022 года в интервью РБК гендиректор «МегаФона» Хачатур Помбухчан сообщил, что оператор продал долю в «Связном», не назвав покупателя[13].

## Деятельность
Компания «Связной» специализировалась на продаже широкого ассортимента различных товаров (SIM-карты, смартфоны, персональные средства связи, компьютерная техника, ноутбуки, крупная и мелкая бытовая техника, портативная цифровая аудио-, фото- и видеотехника, аксессуары и прочее), а также бытовых товаров (бумага для принтера, различные стеновые панели, блокноты и прочее) и автотоваров (автоакустика, сабвуферы, автодворники и прочее).
Также в магазинах сети «Связной» оказывались различного рода сервисные и финансовые услуги, услуги сотовых операторов и провайдеров проводного доступа в интернет. В числе финансовых услуг можно было получить кредит на товар, оформить кредитные и дебетовые карты, приобрести страховые продукты, сделать денежный перевод, погасить кредит. В числе сервисных услуг можно было оплатить интернет, цифровое телевидение, штрафы ГИБДД и услуги ЖКХ, осуществить платежи в адрес ФССП, купить полисы ОСАГО и другое.
В июне 2023 года Арбитражный суд Москвы ввел процедуру наблюдения в отношении «Связного», запустив процедуру банкротства компании.
12 декабря 2023 года Арбитражный суд Москвы признал несостоятельным (банкротом) ретейлера «Связной».

### Слияния и поглощения
Летом 2007 года «Связной» приобрёл сети салонов сотовой связи «МегаПлюс» и фотоуслуг «Фокус» в Белоруссии (всего 102 салона).
В начале февраля 2008 года юридическое лицо ЗАО «Связной» объявило банкротство по причине неспособности выполнения ранее предъявленных налоговых претензий ФНС (1,223 млрд руб. на 31 января 2008 года) и обязательств перед кредиторами (2,754 млрд рублей). Основной бизнес компании был переведён в ЗАО «Связной Логистика». 20 февраля 2008 года Московский арбитражный суд принял решение о введении внешнего управления в ЗАО «Связной», назначив временным управляющим бывшего конкурсного управляющего «ЮКОСа» Эдуарда Ребгуна. Осенью 2008 года «Связной» заявил о намерении приобрести своего конкурента — сеть салонов сотовой связи «Цифроград», однако сделка не состоялась.
В июле 2009 года «Связной» приобрёл своего конкурента «Питерфонъ». После приобретения часть торговых точек была закрыта, а остальные проходят ребрендинг под торговую марку «Связного».
В начале октября 2008 года сообщалось о планах продажи 15 % акций сети «Связной» компании «ВТБ Капитал», входящей в группу «ВТБ». Сумма сделки, как ожидалось, должна была составить 100 млн $, однако сделка не состоялась.
В 2013—2015 годах было несколько версий о продаже ретейлера. Среди претендентов на покупку фигурировали — Леонид Блаватник и Михаил Прохоров. В качестве наиболее вероятного покупателя выступал телекоммуникационный оператор МТС, однако, сделка сорвалась в сентябре 2014 года — источники связывали это с арестом Владимира Евтушенкова.

#### Евросеть
В 2018 году «Связной» и его главный конкурент — компания «Евросеть» объявили об объединении и запуске обновлённого бренда «Связной». CEO объединённой компании стал Александр Малис. Начался ребрендинг розничной сети и ликвидация бренда «Евросеть» в России. Визуальное решение объединённого ретейлера было разработано агентством Ctzn. Запущен сервис курьерской доставки «Связной Экспресс».
В 2020 году было завершено слияние с «Евросетью», сформирована единая ИТ-инфраструктура, осуществлён переход на единую логистическую систему, произведено слияние юридических лиц операционных компаний. В ноябре во второй раз президентом компании был назначен Евгений Давыдович. По состоянию на 2020 год объединённая розничная сеть компании составляла более 4 тысяч торговых точек в 1200 городах России, которые ежедневно посещали более миллиона человек.

### Банкротство
В 2021 году выручка компании составила 105 млрд руб., а чистая прибыль — всего 15 млн руб. После начала в 2022 году военных действий на Украине и последовавших санкций мировые производители техники прекратили поставки своих товаров в Россию, из-за чего сеть не смогла выполнить обязательств по заключенным в 2021 году договорам. В июле 2022 года к «Связному» было подано несколько крупных исков. Так, в декабре 2022 года «Вымпелком» (торговая марка «Билайн») выиграл иск о взыскании с сети «Связной» задолженности на сумму 840 млн руб. в качестве возврата ранее выплаченного аванса. В январе 2023 года дистрибьютор Merlion отсудил у сети «Связной» 5 млрд руб. задолженности (с учётом неустойки в 598 млн руб.) за поставки гаджетов Apple, Xiaomi и Digma, при этом суд отказал компании в возможности реструктурировать задолженность. В это же время «Связной» закрывает более 400 салонов во многих городах России.
В феврале 2023 года компания (ООО «Сеть Связной») объявила о намерении обратиться в Арбитражный суд Москвы с заявлением о собственном банкротстве из-за долгов более чем на 15 млрд руб. Самыми крупными кредиторами ретейлера являются Совкомбанк, Альфа-банк, ООО «Мерлион», ООО «РБ Факторинг» и «Вымпелком». В июне 2023 года Московский суд ввёл в отношении «Связного» процедуру наблюдения, назначив рассмотрение дела о банкротстве по существу на 5 декабря (решение было принято через неделю — 12 декабря).
В конце августа 2023 года последние магазины сети «Связной» закрылись в Москве и Санкт-Петербурге из-за того, что работники сети не получали зарплату, при этом «Связной» объяснил тем, что его счета были заморожены (заблокированы)
12 декабря 2023 года, спустя неделю после рассмотрения дела о банкротстве, Арбитражный суд Москвы признал ООО «Сеть Связной» банкротом и открыл в его отношении процедуру конкурсного производства. В общей сложности к ретейлеру подано около 80 исков на общую сумму более 20 млрд руб за 2021—2023 года.
Доли в российском ООО «Сеть Связной»: кипрской компании DTSRetail принадлежит 69,25 %, у нидерландской Euroset Holding N.V. (бывшая «дочка» «Мегафона») — 24,89 %, у АО "ГК «Связной» — 5,61 %, 0,25 % — у Cinnamon Shore Ltd с Британских Виргинских островов. Владельцем АО "ГК «Связной» выступает нидерландская Svyaznoy N.V..
В феврале 2024 года заявили о том, что «Связной» задолжал зарплату 500 млн рублей своим бывшим сотрудникам. В том же месяце официальный сайт «Связного» перестал действовать для покупателей. До августа на нём была размещена информация о признании ООО «Сеть Связной» банкротом и доступных в связи с этим действиях для клиентов и партнёров.
В июне 2024 года суд продлил банкротство Связного до декабря 2024 года по причине того, что проведены не все мероприятия по завершению конкурсного производства – не завершено формирование конкурсной массы, расчеты с кредиторами, соответственно, не произведены. Банкротство продлевалось 3 раза, в июне 2025 года уже до декабря этого же года.
С августа 2024 года сайт «Связного» больше не работает и не прогружается. Однако по данным сайта reg.ru, домен сайта «Связного» всё ещё действителен до января 2026 года.

## Проекты компании

### «Связной Трэвел»
«Связной Трэвел» — закрытый проект группы «Связной», который объединяет в себе несколько сервисов для путешественников, например приобретение авиа-, ж/д или с 2015 года автобусных билетов. В 2015 году оборот «Связной Трэвел» вырос на 25 % по сравнению с предыдущим годом и составил 8,7 млрд рублей. Доля онлайн-продаж составила 65 %. В 2018 сервис «Связной Трэвел» начал продавать организованные туры. По словам коммерческого директора компании Андрея Осинцева, он занимал 5 % на рынке онлайн-продаж авиабилетов и в дальнейшем рассчитывает увеличить долю за счет создания нового сервиса. В апреле 2023 года, на фоне общих проблем в компании, Связной Трэвел прекратил свою деятельность.

### Svyaznoy.ru
Svyaznoy.ru — интернет-канал продаж, специализировавшийся на продаже портативной электроники, ноутбуков, фото- и видеокамер, аудио- и видеотехники, аксессуаров, телевизоров. В 2018 году доля интернет-направления объединённой компании Связной-Евросеть в общем объёме продаж составляла 25 %, а товарооборот в онлайн-канале за 9 месяцев 2018 года по отношению к аналогичному периоду прошлого года вырос на 34 %.
Запущен в 2002 году. Ассортимент насчитывал более 11 000 товарных позиций. Особенность предоставления услуг — в принципе омниканальности, когда выбрать и оплатить заказ клиент может наиболее удобным для себя способом: на сайте или через его мобильную версию, в розничной сети «Связного», интернет-центре или используя электронный каталог. Электронный каталог в магазине дублировал ассортимент интернет-магазина. По итогам 2014 года оборот онлайн-канала составил 22 млрд рублей. Аналитики рынка отмечают, что для ретейлера, начинавшего с традиционной розницы, доля онлайн-продаж выше 20 % является рекордным показателем.

### Cstore
Cstore — бывшая сеть монобрендовых магазинов техники Apple формата APR (Apple Premium Reseller). Сеть насчитывала 30 магазинов в 22 городах России: в Новосибирске, Москве, Екатеринбурге, Тольятти, Уфе, Калуге и других городах, сеть курьерской доставки охватывала ещё более 80 городов. В Cstore были представлены все категории техники Apple, сертифицированные для продажи в России: iPhone, iPad, MacBook, Apple Watch, iMac, оригинальные чехлы для смартфонов и планшетов, защитные стекла, ремешки для Apple Watch, гарнитуры, кабели, переходники и множество других аксессуаров. «Связной» открыл первый магазин Cstore в феврале 2013 года в Новосибирске, в Москве Cstore появился в мае 2014 года. За 5 лет, в 2018 году, выручка проекта увеличилась в 10 раз. В сентябре 2019 года открылся первый магазин Cstore нового формата на Тверской, 6. Изменения коснулись как оформления, так и концепции в целом. После ребрендинга свободное пространство значительно увеличилось, что позволило сделать магазин более функциональным. Теперь клиенты могли увидеть ещё больше устройств от Apple и аксессуаров в открытой выкладке. В июне 2022 года, в связи с уходом Apple из России, компания объявила о закрытии сети магазинов Cstore.

### «Связной Радио» / SVZN.FM
Корпоративная радиостанция существовала в период с 2013 по 2016 годы. Эфир воспроизводился в 2800 торговых точках, а также в интернете через сайт svzn.fm. Аудитория — 22 000 сотрудников компании, 1,5 млн клиентов посетителей торговых точек ежедневно.

### «Связной Мобайл»
«Связной Мобайл» — виртуальный сотовый оператор, совместный проект компании «Связной» и оператора связи МТС. Запущен 1 декабря 2013 года. Оказывает услуги голосовой связи и передачи данных в форматах GSM, 3G, 4G. «Связной Мобайл» имеет собственную линейку тарифных планов, Личный кабинет абонента, короткие сервисные номера и USSD-команды. Оператор предоставляет услуги под брендом «Связной Мобайл», используя существующую инфраструктуру компании МТС. С 1 декабря 2013 по 1 марта 2015 года было подключено 800 тысяч абонентов. В августе 2015 года «Связной» заморозил развитие виртуального оператора «Связной Мобайл» на сети МТС.

## Награды и премии
2020 — 2021
- Бронза «Effie» за рекламную кампанию «Свайп» с лидером группы Little Big Ильёй Прусикиным.
- 2 место в номинации «Мир» Премии HR-бренд 2020 за создание digital-экосистемы для сотрудников компании.
- Победа в категории Лучший онлайн магазин в разделе «Салоны связи и электроники» по результатам премии Retailer of the Year 2020—2021.
- Хрустальная Гарнитура 2020 Победитель в номинации «Лучшая команда по работе с обратной связью, жалобами и претензиями».

2019
- Интернет-магазин svyaznoy.ru вошёл в десятку рейтинга «Топ-100 интернет-магазинов России»[60].
- Победа в категории «Салоны связи и электроники» номинации «Лучший сетевой магазин года России» по результатам премии Retailer of the Year 2018—2019[61].
- Серебро в номинации «Лидер цифровой трансформации» в премии SAP Value Award 2019[62].

2018
- Рекламная кампания #ЦветНастроенияЧёткий, в которой принял участие Филипп Киркоров[63], попала в топ-5 в конкурсе «Лучшие рекламные ролики 2018 года» проекта Sostav.ru[64].
- Мобильное приложение Кукуруза на iOS вошло в топ-5 рейтинга Mobile Banking Rank 2018[65].

2017
- Победа в категории «Салоны связи и электроники» номинации «Лучший сетевой магазин года России» по результатам премии Retailer of the Year 2017—2018[61].

2016
- Одержал победу в номинации «Розничная торговля: Салоны связи» премии «Права потребителей и обслуживания»[66].

2015
- Лауреат премии «Хрустальная гарнитура-2015» в номинации «Командный лидер года»[67].
- Вошёл в ТОП-15 лучших работодателей по итогам ежегодного исследования «Рейтинг работодателей России»[68].
- Проект «Связного» С-store победил в номинации «Розничная торговля: специализированная сеть магазинов» премии «Права потребителей и качество обслуживания»[69].
- «Связной» вошёл в топ-15 крупнейших ретейлеров России[70].

2014
- Президент компании Майкл Тач и вице-президент по маркетингу Олег Ряженов-Симс заняли первые места рейтинга «Топ-1000 ведущих менеджеров России», который ежегодно составляется издательством «Коммерсантъ» в сотрудничестве с Ассоциацией российских менеджеров (АРМ)[71][72].
- «Связной» стал лауреатом премии «Права потребителей и качество обслуживания» в номинации «Розничная торговля: специализированная сеть магазинов»[73].
- «Связной-Клуб» победил в национальном конкурсе Loyalty Awards 2014 в 4 номинациях[74]: «Лучшая маркетинговая кампания, реализованная в рамках программы лояльности», «Кобрендинговая карта года», «Лучшая программа лояльности непродуктового ретейлера», «Премия за эффективное использование аналитики в программе лояльности».
- Интернет-магазин Svyaznoy.ru — лучший интернет-магазин в сегменте «Электроника/бытовая техника», а также лучший интернет-магазина года по результатам ежегодной профессиональной премии «Online Retail Russia Awards»[75].
- Контакт-центр «Связного» обладатель награды «Хрустальная гарнитура» в номинации «Лучшая практика улучшения, программа модернизации»[76].
- Контакт-центр «Связного» получил награду «Хрустальная гарнитура» в трёх номинациях: «Лучшая маленькая смена — группа контроля качества», «Тренер года», «Лучший большой контактный центр»[77].

2012
- Победитель в номинации «Лучший ретейлер» премии «Лучший гаджет-2012 по версии Рунета» (проект Hi-Tech.Mail.Ru)[78].
- Компания возглавила рейтинг Top-100 InfoLine&Retailer Russia в категории «Выручка в пересчёте на квадратный метр»[78].
- Получил награду «Хрустальная гарнитура» в двух номинациях: «Оператор года» и «Лучшая HR практика»[79].